# Dame (título honorífico)
Dame (en español, dama) es un título honorífico y el tratamiento protocolar para mujeres que formen parte de una Orden de Caballería en el sistema británico de honor y en el de muchos países de la  Commonwealth, como Australia y Nueva Zelanda (el tratamiento equivalente masculino es Sir). El término "damehood" es raramente usado, pero el sitio oficial de la monarquía británica lo define como el término correcto.
Una mujer nombrada con los grados de Dama Comendadora o Dama Gran Cruz de la Muy Honorable Orden del Baño, la Muy Distinguida Orden de San Miguel y San Jorge, la Real Orden Victoriana, o la Excelentísima Orden del Imperio Británico se convierte en dama. Al no existir el equivalente femenino para Knight Bachelor (Caballero), las mujeres siempre son nombradas en una orden de caballería. Quienes son nombradas miembros de la Nobilísima Orden de la Jarretera o la Antiquísima y Nobilísima Orden del Cardo reciben el título de Lady antes que Dama. 

## Historia
La Orden del Armiño, establecida por Juan VI, Duque de Bretaña en 1382, fue la primera orden de caballería en aceptar mujeres; de todas formas, mujeres-caballeros existieron durante siglos en muchas partes del mundo. Al igual que sus contra partes masculinos, fueron distinguidas con un estandarte y generalmente portaban un escudo de armas.
Una mujer que participó en torneos de justas fue Joane Agnes Hotot (nacida en 1378), aunque no fue la única. Adicionalmente, las mujeres adoptaron ciertas elementos de regalia, que quedaron estrechamente asociados a su estatus de caballería. 
A diferencia de los hombres caballeros, era inimaginable ver mujeres tomando parte en batallas medievales o comandando batallones de soldados, aunque hubo algunas excepciones. Juana de Arco es la más famosa, otro caso fue la galesa Gwenllian ferch Gruffydd. Algunas llevaron armaduras, otras dirigieron tropas, y otras fueron parte de una orden de caballería oficial. Una mujer que portó una armadura completa en batalla fue la Duquesa Gaita de Lombardía (también conocida como Sikelgaita), quien cabalgó junto a su esposo Roberto Guiscardo, un mercenario normando. Ella fue un caballero por derecho propio. Otro caso fue el de Petronilla de Grandmesnil, Condesa de Leicester, quien luciendo una cota de mallas y armada con su espada y su escudo, defendió sus tierras contra Enrique II de Inglaterra. Ella y su marido participaron de la rebelión de 1173 contra el rey Enrique II.
Antiguamente, la esposa de un caballero colocaba el título de Dama antes de su nombre, pero este uso fue reemplazado por "Lady" durante el siglo XVII.
El título de Dama como el equivalente oficial a Caballero fue introducido en 1917 con la creación de la Orden del Imperio Británico, y subsecuentemente fue extendida a la Real Orden Victoriana en 1936, la Orden de San Miguel y San Jorge, y finalmente a la Orden del Baño en 1971.
La persona más joven en ser nombrada Dama fue Ellen MacArthur, quien contaba con 28 años. La de mayor edad fue Gwen Ffrangcon-Davies con 100 años. Olivia de Havilland fue nombrada pocos días antes de su cumpleaños número 101.
Muchas personalidades de renombre, como las actrices Geraldine McEwan y Vanessa Redgrave, han rechazado el honor (aunque Redgrave posee el título menor de Comendadora).
- Datos: Q901407